# ウェブマネー
ウェブマネー（英: WebMoney）は、KDDIグループのauペイメントによるプリペイド型電子決済サービスのブランド名称。2020年3月31日まではauペイメントの旧社名でもあった。1998年2月3日にサービスを発表、1998年4月3日よりサービス開始。
サービスを運営するauペイメント株式会社についても記述する。

## 概要
ウェブマネーはプリペイド型の電子マネーである。当初は16桁の番号（数字）にのみ通貨価値を持たせる方式を採っており、磁気カードやICカードのような複雑な記録媒体や特別なハードウェアを必要としない。このようなシンプルなシステムから個人情報の登録・入力が不要であり、利用者の匿名性が高く情報漏洩などのリスクが小さい。
ウェブマネーは当初からオンライン上での電子商取引の活発化を見越して開発された。主にネット上の通販サイトやデジタルコンテンツサイトで導入されている。オンライン上での決済に特化しており、コンビニエンスストアや小売店などの実店舗での決済は想定されていない。プリペイド型電子マネー市場の代表的な競合相手としては、ビットキャッシュがある。日本国内ではウェブマネーとビットキャッシュで市場のほとんどを占めている。
同様のオンライン電子決済サービスとしてロシアのウェブマネートランスファー社が運営する「WebMoney」もある。
匿名性を悪用した詐欺被害が相次いだこともあり、2020年前後に、ウェブマネーからデルカなどへのチャージ、ウェブマネーウォレットやポイントサイトでの交換といった多くの利便性の高いサービスを終了させた。

## 購入方法
購入については主として2種類に分けられる。1つは、実店舗で現金により購入する方法である。販売は、多くのコンビニエンスストアチェーンや、PCショップ、ゲームショップ、ネットカフェが取り扱う。
店舗で購入する場合、一部のコンビニエンスストアに設置されているネットワーク端末から購入手続きを行い、レジで現金を支払ってプリペイド番号を受け取る方法と、直接レジカウンターで購入する方法がある。前者ではシート型、後者ではカード型のウェブマネーが購入できサークルKサンクスではカード式からシート式のネットプリカに変わった。シート型は発行時に番号が付与されるが、カード型は予め印刷された番号がマスクされた状態で店舗に納品されており、購入者はこれを削って番号を確認する。1つのプリペイド番号に登録できる最大額は10,000ポイント（10,000円相当）である。
利用者は物品・サービスの支払い時に、入手したプリペイド番号を入力して支払いを完了する。ただし、この方法では端数が発生した際の残高管理などが大変であり、利用者の不満となっていた。
当初は同社が現在「プリペイド番号型」と呼称するプリペイド番号を購入する方法だけであったが、インターネット上からオンライン購入する方法も提供された。これは「ウォレット型」と呼ばれ、後述のウェブマネーウォレットを開設して購入する。この場合は、クレジットカードまたはネットバンク口座によるほか、手続きはオンラインで済ませ、実際の支払いは現在はセブン-イレブンのみとなる実店舗で現金支払いする方法がある。利用者は決済時に、ウォレットの残高から支払いを行う操作を行う。

### その他の入手方法
購入によらない入手方法としては次のようなものがあげられる。
ウェブマネー社は、二者間のポイントをやりとりする方法として、2種類を提供していた。一つはインターネット上で、映像や音楽などを提供している人とその利用者を繋ぐぷちカンパ。双方にウォレット口座の開設が必要となるが、応援を受けたい側は自身のウェブページに「ぷちカンパボタン」を設置すれば、応援したい側はこれをクリックすることで支払い側が5%分の手数料を払うことで双方とも個人情報を知らせることなくポイントのやりとりができる。
もう一つは、速フリ（そくふり）で、他のウォレット口座に対して支払い側が5%分の手数料を払うことで自身のウォレット口座からポイントを送ることができるサービスである。相手がウォレット口座を持ってなければ、プリペイド番号を振り出すことも可能である。
上記2種については、2012年3月27日15：00をもってサービスが廃止されている。
他に同社が提供するものとしては、ウォレットに付帯するサービス「ウェブマネーポイントパーク」のウェブサイトや電子メールに掲載されたリンクから、ネットショッピングや資料請求、会員登録、サイト閲覧などを行うと、その対価として入手することも可能である。
過去にはリアルなイベントでカードが配布されたことがある。ウェブマネー自体がサービスの告知として行ったものや、ウェブマネーを支払い手段として利用するオンラインゲーム会社やコンテンツ提供会社などが配布元である。
ウェブマネーを交換商品とする、インターネット上の幾つかのポイントサイトやポイント交換サービスが増えてきた。2009年9月には、パソコン上で動画広告を見るとウェブマネーにも交換可能なサービスマナを株式会社エイディアか開始させていたが、提携が終了し直接の交換はできなくなった。
So-netで交換したウェブマネーは、同社のウェブマネー対応コンテンツやmora/mora winの支払いにしか使えないように一部のサービスでは、交換商品としてウェブマネーを発行するものの、自社商品の支払い（交換）にしか使えないものがある。

## ウェブマネーウォレット
当初はプリペイド番号の書かれたカードやシートの物理的な存在もあり、プリペイド番号ごとの残高はサイトにて確認できるとは言え、使い切れなかった端数のプリペイド番号を一元的に扱うのは困難であった。こうした状況を改善する目的で始められたのが、ウェブマネーウォレットである。これは、ウェブマネーのポイントを貯めておくことができるサービスであり、種別としてウェブマネーウォレット+（プラス）と、ウェブマネーウォレットがあったが、ウォレット+は2012年11月5日にウォレットに統合され、ウォレットも2020年8月31日でサービスを終了した。
無料で利用可能であり、一部機能を除いては個人情報の登録も不要である。ウォレットへのチャージは、未使用や使用済みの端数残高のプリペイド番号を登録するほか、前述のようにネットバンクやクレジットカードによって直接購入可能である。1年間の利用履歴も保存されるなど、プリペイド型よりも利便性が高い。
ウォレットのチャージ上限は50万ポイントまでであるが、前述した「速フリ」や「ぷちカンパ」の場合は上限を超えても残高は保証される。ウェブマネー加盟店舗での支払い時にウォレットからの支払いを選択することで決済が可能となる他、ウォレット未対応店舗でも、特定サイト用プリペイド番号を振り出すことで購入が可能となる。

## デザインカード
店頭で購入するカードの他に、各種のイベントや景品として配布されるカードには、テレフォンカードなどと同様、凝ったデザインのものや、趣味性の高いデザインをあしらったものがある。大抵はコレクターズアイテムとなるが、テレフォンカードのようにデザイン面にパンチ穴が空かず、使用後に回収もされないので、他のプリペイドカードと比べると利用率が高いと言われる。

## Debit@
2008年4月8日より、スルガ銀行との提携カード、「Debit@」（デビタ）決済サービスを開始。ネットからの申し込みにより、マイ支店に預金口座を開設すると、キャッシュカード、VISAデビットカードの両機能（SURUGA VISAデビットカード）にウェブマネーとしての決済機能が付与された「Debit@カード」が発行される。これを用いることで、ウェブマネー決済時に、口座残高から直接・即時決済できる。これにより別途ウェブマネー購入の手間をかけず、口座残高を上限とした決済が可能となった。また、端数ポイントの発生を気にすることもなくなった。
2009年2月25日、Debit@決済サービスは終了した。

## WebMoneyプリペイドカード
2014年5月14日より、クレディセゾン及びMasterCardとの提携カード『MasterCard®プリペイド付きWebMoney Card』を開始。国内外のインターネットと実店舗両方のMasterCard加盟店で利用できる日本初のプリペイドカード。クレジットカードのような審査等が不要で未成年でも申込可能という特徴がある。2019年3月14日に「WebMoneyプリペイドカード」に改称された。
カード種類
「WebMoneyプリペイドカード」と、機能制限版の「WebMoneyプリペイドカード Lite」が存在する。
各カードの違いは下記の通り。
「WebMoneyプリペイドカード」は本人確認が必要な代わりに、残高の範囲内で制限なく利用可能。改称後の申込分より、EMV式接触型ICチップが追加されているが、2019年6月19日の『WebMoneyウォレットアプリ』提供開始を以て、チャージ方法が一部制限されている。名義人欄には個人名がローマ字表記され、券面はゴールド。
「WebMoneyプリペイドカード Lite」は本人確認が不要な代わりに、MasterCard加盟店での利用に10万円／月の制限がある。磁気ストライプ方式のみで、名義人欄には『WEBMONEY USER』と表記され券面はシルバー。いずれのカードも有効期限は5年間であり、更新手続きを行えば残高の引き継ぎができる。ただし、どのカードも、更新手続きを行わないと残高は失効する。
チャージ方法
WebMoneyプリペイドカードは前払い型「プリペイド」であり、カードに通貨価値（バリュー）をチャージする必要がある。上限は100万ポイント(円)まで。
|                          | WebMoneyプリペイドカード | WebMoneyプリペイドカード Lite |
| ------------------------ | ------------------------ | ----------------------------- |
| セブン銀行ATM            | ○                        | ○                             |
| auショップ               | ○                        | ○                             |
| ローソン                 | ○                        | ○                             |
| ローソン銀行ATM          | ○                        | ○                             |
| 自遊空間                 | ○                        | ○                             |
| クレジットカード         | ×                        | ○                             |
| インターネットバンキング | ○                        | ×                             |

利用可能加盟店
WebMoney加盟店およびMasterCard加盟店で利用可能。ただし、高速道路・ガソリンスタンド・電気・ガスなどの公共料金や携帯電話などには利用できない。

## auペイメント
auペイメント株式会社（英: au Payment Corporation）は、東京都港区に本社を置きネット上などの電子マネーを運営する企業。auフィナンシャルホールディングス株式会社の完全子会社。

### 沿革
- 1988年3月24日 - コンピュータシステムの研究、開発、製造及び販売を目的とした株式会社エスジー通商を設立[13]
- 1999年2月 - 株式会社ウェブマネーへ社名変更。
- 1999年5月10日 - 株式会社アイフォーからWebMoney事業を譲り受け、電子マネー「WebMoney」の発行・販売・電子決済サービスを提供開始
- 2003年7月7日 - 親会社の株式会社ラストサマーホールディングスが保有する株式会社ウェブマネーの株式を株式会社フェイスに売却したことに伴い、フェイス傘下に入る[14]
- 2007年12月6日 - ジャスダックNEO市場上場
- 2010年10月12日 - ヘラクレスとジャスダックが市場統合し、JASDAQグロースへ移行
- 2011年6月10日 - KDDIがウェブマネーに対する株式公開買付け（TOB）の開始を発表[15]。KDDIではTOBで発行済株式の2/3超の取得を目指し、将来的には完全子会社化する方針。当時の親会社のフェイスはこれに賛同した
- 2011年7月12日 - KDDIによるTOBが成立し、同年7月19日付で親会社がKDDIに移動[16]
- 2011年10月11日 - JASDAQから上場廃止[17]
- 2011年10月14日 - KDDIが同社を完全子会社化[17]
- 2019年4月1日 - 親会社がこれまでのKDDIから、同日に設立されるauフィナンシャルホールディングスへ移動[12][18]。
- 2020年4月1日 - 社名をauペイメント株式会社へ変更[18][19]。